# Cryptographis infimalis
Cryptographis infimalis là một loài bướm đêm trong họ Crambidae.